# Pierre Roussel (peintre)
Pour les articles homonymes, voir Pierre Roussel (homonymie) et Roussel.
Pierre Roussel, né le 4 décembre 1927 à L'Étang-la-Ville et mort à Paris 7e le 22 février 1996, est un artiste-peintre et un judoka français.

## Le judoka
Pierre Roussel est initié au judo par Jean Andrivet  dans le club de la rue Mesnil à Paris dans les années 1940. Il devient champion de France Junior en 1945 et est, en 1946, le 45e français à obtenir son grade de ceinture noire.
Il deviendra plus tard l'assistant de Jean Andrivet.
Il est nommé ensuite Directeur de la Fédération française de judo-jujitsu avant le retour en France de Mikinosuke Kawaishi en 1948.
Il sera plus tard élu président du Conseil Supérieur de l’Ordre des Professeurs de Judo.
Pierre Roussel(c.n. n°45) apporta son concours au rayonnement du Judo Kodokan en France représenté par Ichiro Abe. Il obtient son 4e Dan Kodokan en compétition en 1956, lors de son voyage au Japon. Le Kodokan lui décernera ensuite le grade de 6e Dan pour la valeur de son enseignement.

## L'artiste peintre

### Expositions personnelles
- 1956 Galerie du Cirque - Paris - Peintures
- 1957 Galerie du Cirque - Paris - Album de lithographies sur le Japon
- 1957 Galerie Weil - Paris - Peintures
- 1959 Lefèvre Gallery  - Londres - Peintures
- 1961 Galerie Paul Pétridès - Paris - Peintures et pastels
- 1964 Galerie Tooth - Londres
- 1966 Galerie Daber - Paris
- 1966 Galerie Tooth - Londres
- 1971 Galerie Daber - Paris
- 1973 Foyer de la Comédie-Française - Paris - Tricentenaire de Molière
- 1973 Galerie Durand-Ruel - Paris - Tricentenaire de Molière
- 1973 Galerie Chantepierre à Eaubonne - Suisse - Peintures
- 1974 Galerie Durand-Ruel - Paris - Album de lithographies " Hommage à Molière "
- 1975-1976 Maison de la Culture de Nantes
- 1976 Galerie Daber - Paris - Théâtre
- 1976 Galerie Drean Devitt - Peintures
- 1976 Exposition au Musée de Varennes
- 1976 Exposition au Château d'Artigny à Montbazon
- 1979 Galerie Tamenaga Paris - Paysages et intérieurs
- 1979 Galerie J.Salaün - Paris - Pastels
- 1980 Louvre des Antiquaires - Paris - Exposition " Derrière le décor " pour le Tricentenaire de la Comédie-Française
- 1980 Galerie Rollin - Rouen
- 1980 1981 - Galerie La Curia du Louvre
- 1981 Galerie Simon Chaye - Honfleur
- 1982 Galerie Gekkoso  - Tokyo - Japon
- 1991 Galerie de Staël - Paris - Pastels
- 2008 Musée de la Fédération Française de Judo FFJDA - Paris

## Ses publications
- un livre portant sur le Japon[1]
- un autre sur le tricentenaire de Molière[1]

## Documents commémoratifs
Deux de dessins de Judo de Pierre Roussel illustrent les cartes individuelles de licence FFJDA 2006/2007 - Licences ceintures de couleur, Licences ceintures noires.